# Hugues Ier de Montfort
Hugues Ier de Montfort (Hugonem cum barba de Monteforti) est un seigneur normand du XIe siècle.

## Biographie
Il est le fils de Thurstin de Bastembourg. Il hérite du domaine de Montfort à la mort de son père.
Il édifie la forteresse de pierre de Montfort dans sa première configuration.[réf. nécessaire]
Seigneur de Pont-Authou et de Montfort-sur-Risle, il meurt vers 1040 en défendant le jeune duc Guillaume le Bâtard, encore mineur, dans un combat contre Vauquelin (ou Gauchelin) de Ferrières à Plasnes, près de Bernay[réf. nécessaire].

## Famille
Il a eu quatre enfants connus : 
- Hugues II de Montfort († ap. 1088). Il succède à son père avant de devenir moine du Bec ;
- Raoul. Il fonde Saint-Ymer-en-Auge ;
- Robert († ap. 1089) ;
- Thurstin, père de Guillaume, abbé du Bec.

### Sources
- « Seigneurs de Montfort-sur-Risle (Bastembourg) », sur Charles Cawley's Medieval Lands.